# Paul Ratcliffe
Paul Ratcliffe (n. 12 noiembrie 1973, Salford, County Borough of Salford⁠(d), Regatul Unit) este un canoist ce a reprezentat Regatul Unit al Marii Britanii și al Irlandei de Nord, medaliat olimpic. A participat la 2 ediții ale Jocurilor Olimpice (1996, 2000) în care a câștigat o medalie de argint.